# Miroslav Pánek
Miroslav Pánek (31. října 1912 Uherské Hradiště – 20. listopadu 1995) byl český grafik, malíř, básník a pedagog.

## Život
Miroslav Pánek se narodil 31. října 1912 v Uherském Hradišti. Gymnázium studoval v Lipníku nad Bečvou, následně vystudoval pedagogiku na Učitelském ústavu v Brně, s aprobací matematiky a kreslení pro 2. stupeň. Po vojenské službě začal v Brně učit, posléze působil též jako ředitel základních škol v Brně – na Táborské a na Balbínově ulici.

## Tvorba
Pánkova tvorba byla silně inspirována jeho zájmy o psychologii, estetiku, filosofii a matematiku. Věnoval se malbě a kresbě, jak figurální, tak nefigurální. V části jeho tvorby se odráží jeho ovlivnění kubismem. Linii nezobrazující tvorby lze sledovat téměř půl století - od poloviny čtyřicátých let až do autorovy smrti. Zejména raná tvorba ve čtyřicátých letech je příkladem lyrické abstrakce reflektující kubistickou analýzu převedenou do uvolněné skladby barevných ploch a linií. Zabýval se též básnickou tvorbou. Díky svým uměleckým zájmům se přátelil s Bohumírem Matalem, kterého učil kubismu a vyvolal v něm zájem o kubistickou tvorbu, dále pak s Bohdanem Lacinou, Oldřichem Mikuláškem, či Janem Skácelem.